# Frankenstrat

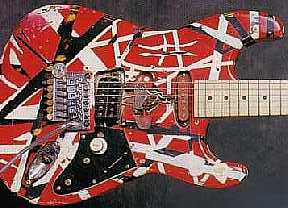
Eddie Van Halens Frankenstrat, hier mit einem 22-Bünde-Hals der Marke Kramer

Die Frankenstrat, auch bekannt als The Frankenstein, ist eine E-Gitarre, die Gitarrist Eddie Van Halen sich um 1975 baute. Der Name ist ein Kofferwort, bestehend aus Frankenstein, dem fiktiven Schöpfer des Monsters, dessen Körper aus verschiedenen Körperteilen zusammengesetzt ist, und Stratocaster, einem E-Gitarren-Modell von Fender. Eine Kopie der Frankenstrat steht im National Museum of American History in Washington, D.C.

## Die Ausstattung der Frankenstrat
Die Frankenstrat stellt Van Halens Versuch dar, den Klang einer E-Gitarre der Marke Gibson mit den Vorzügen (Vibratosystem) einer Strat der Marke Fender zu kombinieren. Es handelte sich um einen Eschekorpus, dessen Tonabnehmerausfräsung von Van Halen erweitert wurde, um einen Gibson PAF Humbucker in der Steg-Position beherbergen zu können. An den Korpus schraubte Van Halen einen Ahorn-Hals mit Ahorn-Griffbrett und Chromehardware. Über die Jahre entwickelte sich über verschiedene Neulackierungen die heutige Farbkombination aus roten, schwarzen und weißen Streifen. Es handelt sich bei späteren Versionen der Frankenstrat um eine Gitarre mit Floyd Rose-Vibratosystem.

## Bestandteile der Frankenstrat

### Korpus und Hals
Eddie Van Halen hatte den Korpus und den Ahornhals zum Preis von insgesamt 130 Dollar im Geschäft von Wayne Charvel und Lynn Ellsworth gekauft, die zu dieser Zeit als Ersatzteile gedachte, von Boogie hergestellte Korpora und Hälse verkauften. Der Korpus der späteren Frankenstrat wurde als second bezeichnet, da er kosmetisch nicht sehr ansprechend war. Er hatte sogar ein Astloch im Holz. Van Halen kaufte ihn dennoch heruntergesetzt für 50 Dollar, da er meinte, dass es keine klanglichen Beeinträchtigungen geben würde. Der Hals kostete 80 Dollar und hatte Gibson-Jumbo-Bünde und der Halsspannstab ließ sich am Halsende verstellen.

### Steg
Van Halen baute zunächst ein Fender Tremolo System ein, das er aus seiner '58 Fender Stratocaster ausgebaut hatte. Das Floyd Rose-System wurde später, vor Van Halens zweiter Tour im Jahre 1979 eingebaut, da die Gitarre aufgrund seines exzessiven Tremologebrauchs die Stimmung mit dem alten System nicht halten konnte. Es handelte sich um einen Prototyp des Floyd Rose, an dessen Weiterentwicklung Van Halen beteiligt war.

### Tonabnehmer
Van Halen baute zunächst einen PAF-Humbucker (Patent Applied For) ein, den er aus seiner Gibson ES-335 ausgebaut hatte. Er tauchte den Tonabnehmer in Paraffinwachs, um die mikrofonische Rückkopplung zu reduzieren. Diese Methode wurde vor der Durchsetzung der maschinellen Wicklung von Tonabnehmern oft angewendet. Er schraubte den Tonabnehmer direkt in das Holz der Gitarre in die Stegposition. Um die unterschiedlichen Saitenabstände zwischen dem Tonabnehmer von Gibson und dem Steg von Fender zu kompensieren, schraubte er den Tonabnehmer leicht angewinkelt ein. Der Tonabnehmer wurde ebenfalls über die Jahre oft ausgetauscht.

### Potis

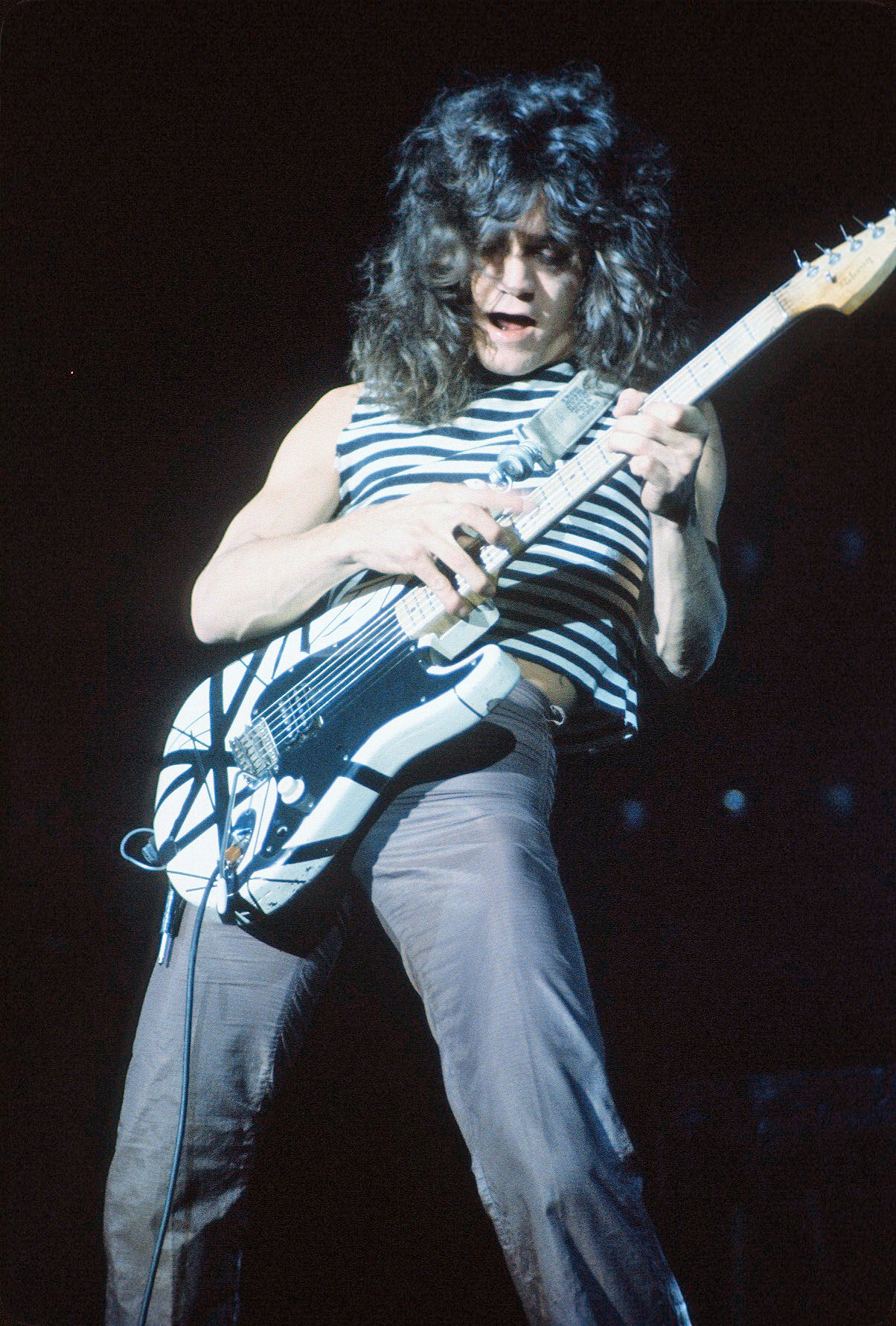
Die erste, schwarz-weiße Version der Frankenstrat

Van Halen entfernte beide Tone-Potis und verkabelte den Tonabnehmer in einem einfachen Schaltschema, was größtenteils seinen beschränkten Kenntnissen der Elektrik zuzuschreiben war. Das Schaltschema bestand aus dem Humbucker, einem A500k Potentiometer (zur Kontrolle der Lautstärke) und einer „1/4-Inch“-Outputbuchse. Außerdem montierte er den Tone-Knopf auf das Volumepoti. Zunächst schnitt er das Pickguard aus einer Vinyl-Langspielplatte und montierte später ein Pickguard aus Plastik, das er ebenfalls selbst ausgeschnitten hatte. Das Pickguard hatte fünf Bohrlöcher zur Schraubbefestigung (eins davon bohrte Van Halen selbst), aber nur drei Schrauben wurden montiert. Auf ein doppelseitig klebendes Klebeband, das nahe dem Pickguard angebracht wurde, platzierte er einige Plektren.

### Farbe und Lackierung
Van Halen lackierte die Gitarre zunächst schwarz. Nachdem die Farbe getrocknet war, klebte er Klebestreifen auf den Korpus und lackierte darüber mit weißer Farbe. Durch diese Vorgehensweise entstand die erste, „klassische“ Version der Frankenstrat, die weiß mit schwarzen Streifen lackiert war. Die Gitarre ist in diesem Stadium auf dem Cover des ersten Van-Halen-Albums abgebildet. Van Halen klebte ein Gibson Decal auf die Kopfplatte des Halses, um die Kreuzung von Gibson und Fender zu verdeutlichen. Als Gitarrenfirmen begannen, Gitarren mit ähnlichen Lackierungen zu verkaufen, hörte Van Halen auf, die Gitarre in der Öffentlichkeit zu spielen. Stattdessen spielte er auf der Van Halen II-Tour (1979) die „Bumblebee“-Strat, die auf dem Cover von Van Halen II abgebildet ist. Van Halen war aber nicht mit dem Klang dieser Gitarre zufrieden und änderte während der Tour das Aussehen der Frankenstrat erneut. Dabei klebte Van Halen erneut Klebestreifen auf den Korpus und lackierte darüber, dieses Mal mit roter Farbe. Er benutzte leuchtend rote Schwinn-Fahrradfarbe. Die entstandene Farbkombination aus Rot, Schwarz und Weiß wird auch oft als Symbol für die Band Van Halen benutzt.
Im Dezember 2021 beanspruchte der Ex-Sänger von Van Halen, David Lee Roth, in einem Video für sich, das Design erfunden zu haben. Er verweist hierfür auf sein Gemälde „Big Wave“, welches schon existierte, bevor die Frankenstrat gebaut wurde.

## Weitere Modifizierungen
Der Hals der Frankenstrat wurde über die Jahre mehrmals ausgetauscht. Der Steg entwickelte sich von einem '58 Fender Stratocaster Tremolo zu einem originalen Floyd Rose-Steg, wobei sowohl Modelle mit als auch ohne Feinstimmer zum Einsatz gekommen sind. Van Halen schraubte eine Vierteldollarmünze von 1971 unter den Steg, um das Floyd Rose eben halten zu können. Er brachte Reflektoren auf die Rückseite der Gitarre an, was für Amüsement und Lichteffekte sorgte. Van Halen brachte außerdem große Ösenhaken als sicherere Befestigung des Gitarrengurts an.
Während der späten 1970er und frühen 1980er Jahre versuchten viele Gitarrenhersteller, mit der Herstellung von Frankenstrat-Kopien (sogenannter Superstrats) Van Halens Popularität auszunutzen. Um diese Hersteller irrezuführen, installierte Van Halen einen roten Single Coil in der Halsposition der rot-schwarz-weißen Frankenstrat, welcher aber nicht elektronisch verbunden wurde und somit keine weitere Funktion hatte. Um Imitatoren weiter zu verwirren, schraubte Van Halen einen Drei-Wege-Schalter in die leere Ausfräsung des mittleren Tonabnehmers in dem Korpus. Seine Funktion war, wie die des Halstonabnehmers, rein dekorativer Natur und sollte potenzielle Nachahmer verwirren.

## Variationen und Nachbauten

### Kramer-Gitarren

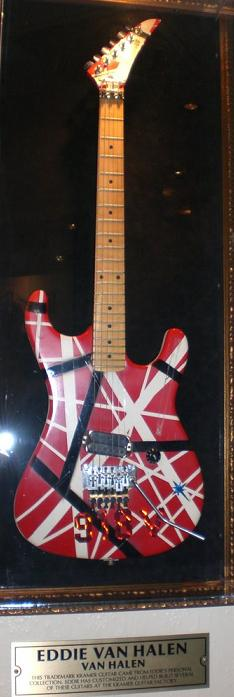
Ein Kramer-Nachbau der Frankenstrat

Kramer war der erste Gitarrenhersteller, der Edward Van Halen offiziell als Endorser gewinnen konnte. 1983 begann Kramer, Frankenstrat-Repliken für ihn zu bauen. Van Halen tauschte den Hals der Frankenstrat gegen  einen Kramerhals aus. 1984 erhielt er eine Gitarre von Kramer, die unter Fans als „Hot for Teacher“-Gitarre bekannt ist (zu sehen im Musikvideo zu „Hot for Teacher“). Van Halen trat nun auch in Anzeigen von Kramer auf.
Die bekannteste Kramer, die Van Halen spielte, war die „5150“, die er selbst in der Werkstatt von Kramer zusammenbaute. Der Korpus stammte von einem Prototype der Kramer Pacer, nicht, wie oft fälschlicherweise angenommen wird, von einer Kramer Baretta.
Van Halen spielte die Gitarre von der 1984-Tour bis zur OU812-Tour. Zuletzt kam die Gitarre auf der Aufnahme „Judgement Day“ auf dem Album For Unlawful Carnal Knowledge zum Einsatz. Die „5150“ wurde noch kurz auf der Tour im Jahre 2004 mit einem Frankenstrat-Replica-Hals eingesetzt.
Es wurden viele andere Kramer-Gitarren gebaut und von Van Halen zu dieser Zeit gespielt, so z. B. die „1984“-Kramer. Viele dieser Gitarren wurden hauptsächlich als Backups für die „5150“-Gitarre auf Tour eingesetzt und gingen vermutlich zur selben Zeit wie die „5150“ in den Ruhestand. Andere wurden verschenkt oder, wie im Fall der „1984“-Kramer, in Wettbewerben weggegeben.

### Charvel Hybrid VH2 a.k.a. Bumblebee
Die zweite Frankenstrat, die in der Zeit des Van-Halen-II-Albums und der anschließenden Tour entstand, war die schwarz-gelb-gestreifte Strat. Charvel fertigte diese Gitarre speziell für Van Halen an. Sie wurde mit Dimebag Darrell (Pantera) begraben, da dieser nach einem Charvel Art Series-Nachbau gefragt hatte, bevor diese veröffentlicht wurden. Van Halen brachte stattdessen das Original zur Beerdigung mit.

### Ibanez Destroyer a.k.a. Shark
Diese Gitarre war mit zwei Humbuckern ausgestattet und war ursprünglich eine Ibanez Destroyer aus Korina-Holz. Van Halen sägte ein großes Stück des Holzes ab. Der Name „Shark“ entstand, da das ausgesägte Holzstück ausgezackt war und wie ein Haifischzahn aussah. Die Gitarre ist in den Musikvideos zu „Runnin’ With the Devil“ und „You Really Got Me“ zu sehen. Allerdings veränderte die Entfernung des Holzes das Resonanzverhalten der Gitarre, sodass die Gitarre weitaus dünner klang und nicht mehr zum Einsatz kam.

### Neuere Nachbauten der Frankenstrat
Charvel stellte Repliken diverser Frankenstein-Gitarren her, die unter dem Namen „Charvel EVH Art Series Guitar“ vermarktet wurden. Ausgerüstet waren die Gitarren mit einem einzelnen, speziell angefertigten Tonabnehmer, einem Floyd Rose-Tremolo, und waren sowohl mit schwarz-gelben als auch rot-weiß-schwarzen Streifen erhältlich. Die Gitarren wurden nicht mit einem „Relic-Job“ versehen, aber das Halsprofil ähnelte dem Hals der originalen Frankenstrat.
300 Repliken der rot-weiß-schwarzen Frankenstrat wurden mühevoll nachgebaut, wobei alle Feinheiten, wie auch die Vierteldollarmünze von 1971, beachtet wurden. Diese Nachbauten wurden unter Van Halens „EVH“-Marke für 25,000 Dollar angeboten. Ungefähr 180 dieser Gitarren wurden in den Vereinigten Staaten zum Verkauf angeboten, der Rest wurde in Übersee verkauft.
2013 veröffentlichte Van Halens Marke „EVH“ mehrere Repliken verschiedener Versionen seiner früheren Frankenstrats. Es werden Nachbauten der Charvel „Bumblebee“, der originalen Frankenstrat mit Pickguard und der rot-weiß-schwarzen Frankenstrat angeboten. Die Hardware ähnelt der Hardware der EVH Wolfgang-Modelle.